# Lisa Batiashvili

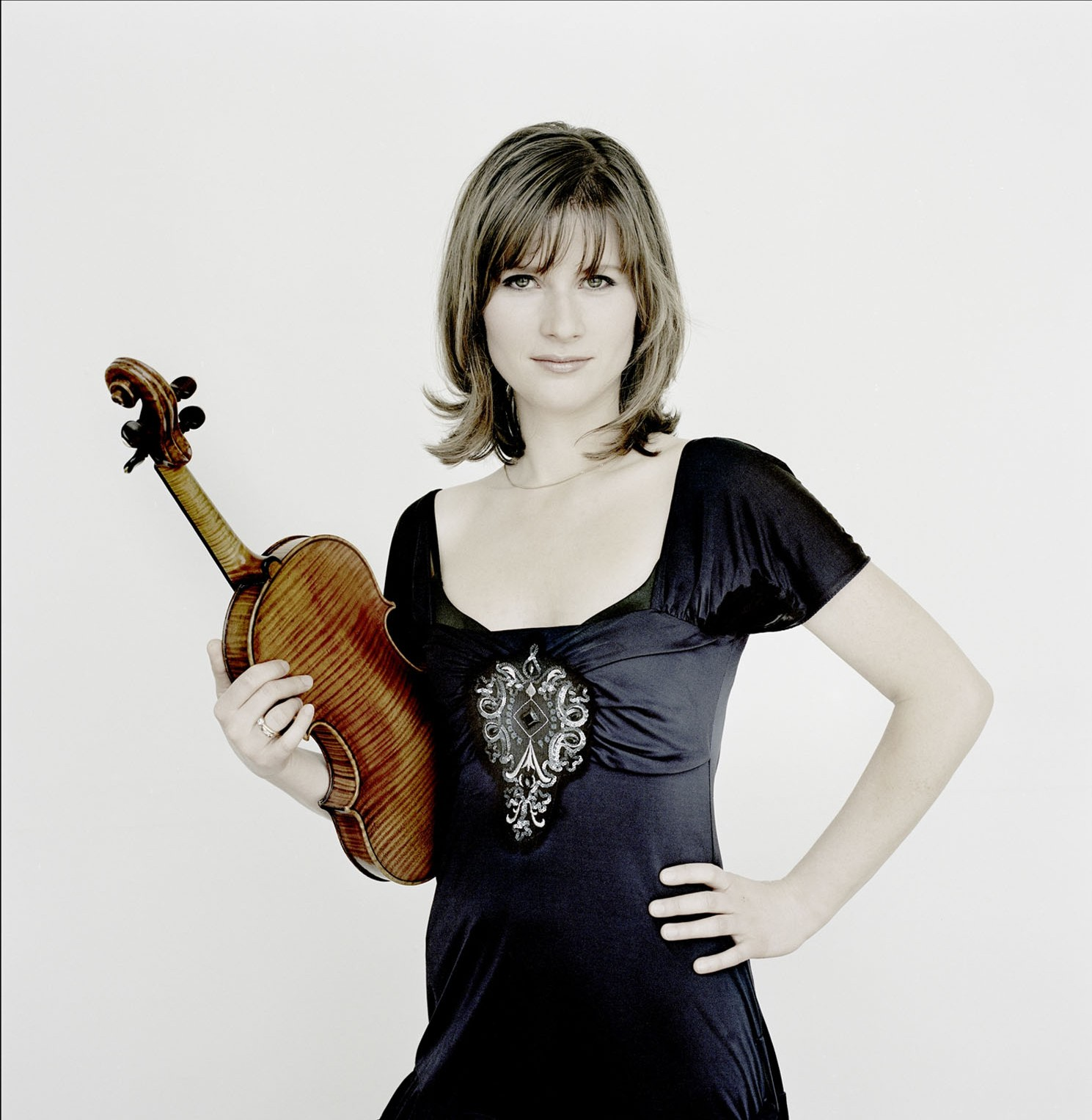
Lisa Batiashvili

Elisabeth (Lisa) Batiashvili (georgisch ლიზა ბათიაშვილი, Lisa Batiaschwili; * 7. März 1979 in Tiflis, Georgische SSR, Sowjetunion) ist eine georgische Violinistin. Sie lebt in Deutschland.

## Leben

### Kindheit und Ausbildung
Lisa Batiashvili wurde als Tochter eines Geigers und einer Pianistin in Georgien geboren. Der erste Unterricht erfolgte bereits im Alter von zwei Jahren durch den Vater. Als das Land kurz vor einem Bürgerkrieg stand, übersiedelte die Familie 1991 nach Deutschland. Batiashvili studierte mit 12 Jahren an der Hamburger Musikhochschule bei Mark Lubotsky und wechselte 1993 zu Ana Chumachenco nach München.

### Künstlerischer Werdegang
1995 gewann sie als jüngste Teilnehmerin den zweiten Preis des Sibelius-Wettbewerbs in Helsinki. In Großbritannien wurde sie wenig später von der BBC in das Förderprogramm „New Generation Artists“ aufgenommen. 2001 fanden bei der Plattenfirma EMI die Aufnahmen zu ihrer ersten CD statt.
Für besonderes Aufsehen sorgte sie durch ihre Interpretation des Sibelius-Violinkonzerts, die sehr gute Kritiken bekam. Das Konzert erschien auf einer zweiten CD zusammen mit dem eigens für Lisa Batiashvili komponierten Violinkonzert des finnischen Komponisten Magnus Lindberg, das erst 2007 in Helsinki uraufgeführt wurde. 2010 war sie in der Uraufführung von Nicolas Bacris Quasi una fantasia für drei Soloviolinen und Orchester op. 118 im Festspielhaus Baden-Baden zu hören. Sie spielte dabei zusammen mit Alina Pogostkina, Baïba Skride und dem Mahler Chamber Orchestra unter der Leitung von Constantinos Carydis.
Batiashvili spielte unter anderem mit den Dirigenten Vladimir Ashkenazy, Zubin Mehta, Sakari Oramo, Simon Rattle, Christoph von Dohnányi und Christoph Eschenbach zusammen.
Für Batiashvili und ihren Ehemann François Leleux haben einige Komponisten Doppelkonzerte für Oboe und Violine geschrieben. Broken Chant von Gija Kantscheli (2007) kam am 15. Februar 2008 im Londoner Barbican zur Uraufführung. Das Doppelkonzert von Thierry Escaich wurde am 7. Dezember 2014 in der Hamburger Laeiszhalle uraufgeführt.

### Artist in Residence
Für die Spielzeit 2014/15 war Lisa Batiashvili Artist in Residence bei den New Yorker Philharmonikern und zugleich beim NDR Sinfonieorchester, als erster Artist in Residence dieses Orchesters. Für die Spielzeit 2015/16 war sie Artist in Residence beim Tonhalle-Orchester Zürich, für die Spielzeit 2016/17 beim Concertgebouw-Orchester, für die Spielzeit 2017/18 bei der Accademia Nazionale di Santa Cecilia und für die Spielzeit 2018/19 beim Prinzregententheater in München. In der Saison 2023/24 ist sie Artist in Residence der Berliner Philharmoniker.

### Instrumente
Die Künstlerin spielte von November 2001 bis April 2012 die Stradivari „Engleman“ von 1709 und anschließend bis Juli 2013 die Stradivari „Joachim“ von 1715, beides Leihgaben der Nippon Music Foundation. Zurzeit spielt sie eine Guarneri del Gesù von 1739, bereitgestellt von einem anonymen deutschen Sammler.

### Politisches Engagement
Politisch ist Batiashvili durch ihren Protest gegen die russische Politik und Menschenrechtsverletzungen in Russland aufgefallen. Sie spielte mehrmals das Proteststück Requiem for Ukraine des georgischen Komponisten Igor Loboda, unter anderem am 31. August 2014 in Helsinki bei dem Konzert We agree to disagree, dessen Co-Leiterin sie auch war. Bei einem Konzert am 15. September 2014 mit dem Rotterdams Philharmonisch Orkest unter der Leitung des als Putin-Befürworter bekannten Dirigenten Valery Gergijew spielte sie dasselbe Stück als Zugabe.

### Privates
Lisa Batiashvili lebt mit ihrem Ehemann, dem französischen Oboisten François Leleux, und den beiden gemeinsamen Kindern in München.

## Diskografie
- 2001: Works For Violin & Piano: Brahms, Bach, Schubert
- 2007: Sibelius & Lindberg: Violin Concertos
- 2007 (DVD): Berliner Philharmoniker – Europakonzert 2007. Brahms: Symphonie Nr. 4; Doppelkonzert op. 102. Mit Truls Mörk und unter Simon Rattle
- 2008: Beethoven Violin Concerto & Tsintsadze, 6 Miniatures
- 2011: Echoes of Time: Werke von Arvo Pärt, Sergej Rachmaninow, Gija Kantscheli und Dmitri Schostakowitsch, mit Hélène Grimaud und dem Symphonieorchester des Bayerischen Rundfunks unter Esa-Pekka Salonen
- 2012: Brahms: Violinkonzert & Clara Schumann, Drei Romanzen für Violine und Klavier. Mit der Staatskapelle Dresden unter Christian Thielemann
- 2014: Bach: Werke von Johann Sebastian Bach und Carl Philipp Emanuel Bach
- 2016: Waldbühne – Czech Night (Mit Werken von Antonín Dvořák und Bedřich Smetana, mit Yannick Nézet-Séguin und Berliner Philharmonikern)
- 2016: Tchaikovsky & Sibelius: Violin Concertos. Mit der Staatskapelle Berlin unter Daniel Barenboim

Zusätzlich eine Vielzahl von Einspielungen moderner Musik, u. a. von Benjamin Britten, Harrison Birtwistle, Olli Mustonen und Ernst von Dohnányi

## Auszeichnungen und Preise
- 1995: 2. Preis bei der International Jean Sibelius Violin Competition in Helsinki
- 2003: Leonard Bernstein Award (im Rahmen des Schleswig-Holstein Musik Festivals)
- 2006: Beethovenring[13]
- 2008: Premio Internazionale Accademia Musicale Chigiana
- 2008: ECHO Klassik in der Kategorie Nachwuchskünstler des Jahres
- 2011: ECHO Klassik in der Kategorie Instrumentalist des Jahres
- 2015: Instrumentalist of the Year, Auszeichnung durch Musical America[14]
- 2018: Opus Klassik für die Konzerteinspielung des Jahres[15]
- 2022: Kunstpreis der Stadt Ingolstadt
- 2025: Kaiser-Otto-Preis der Landeshauptstadt Magdeburg